# Abdij van Corbie

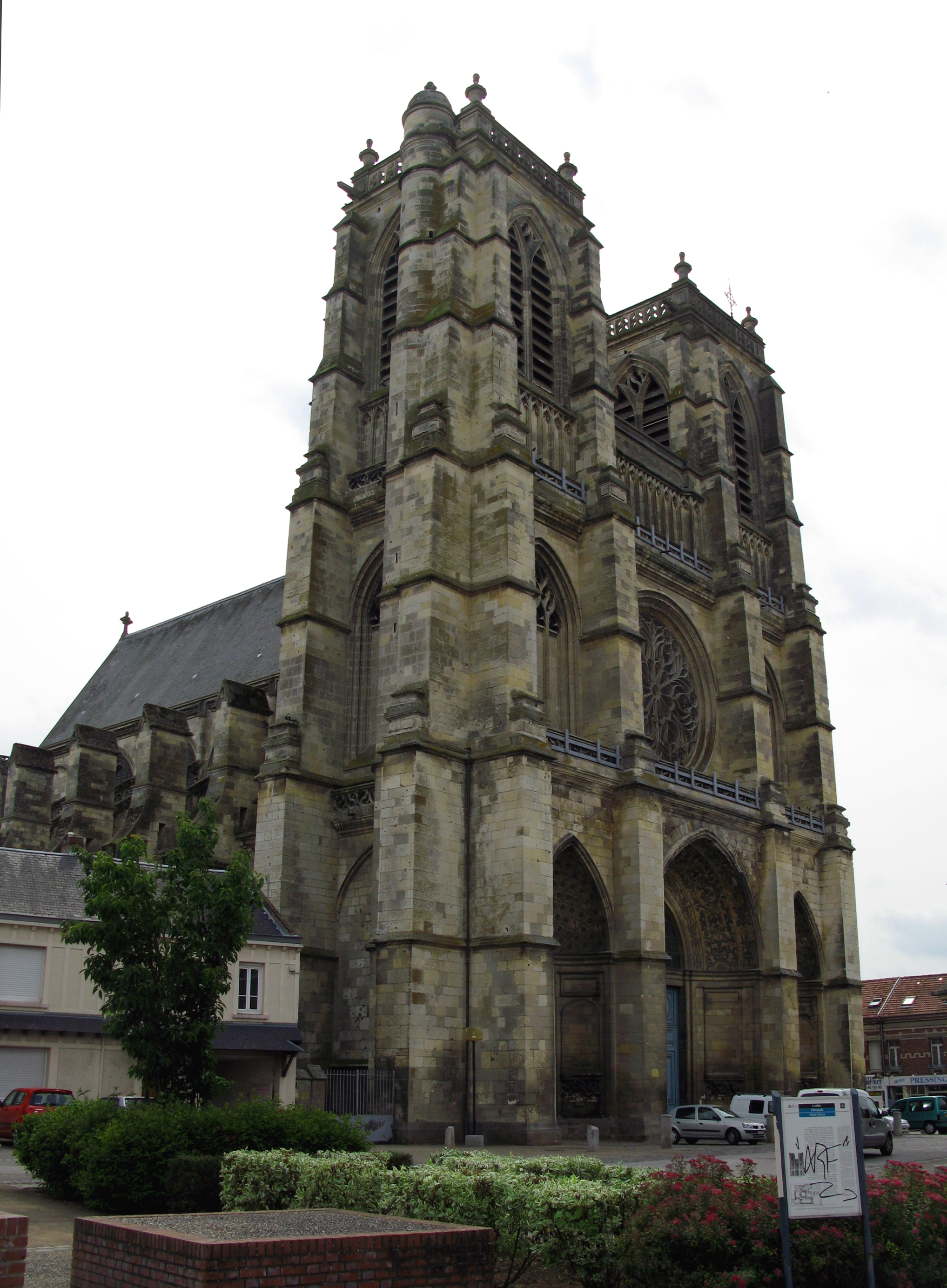
De abdijkerk

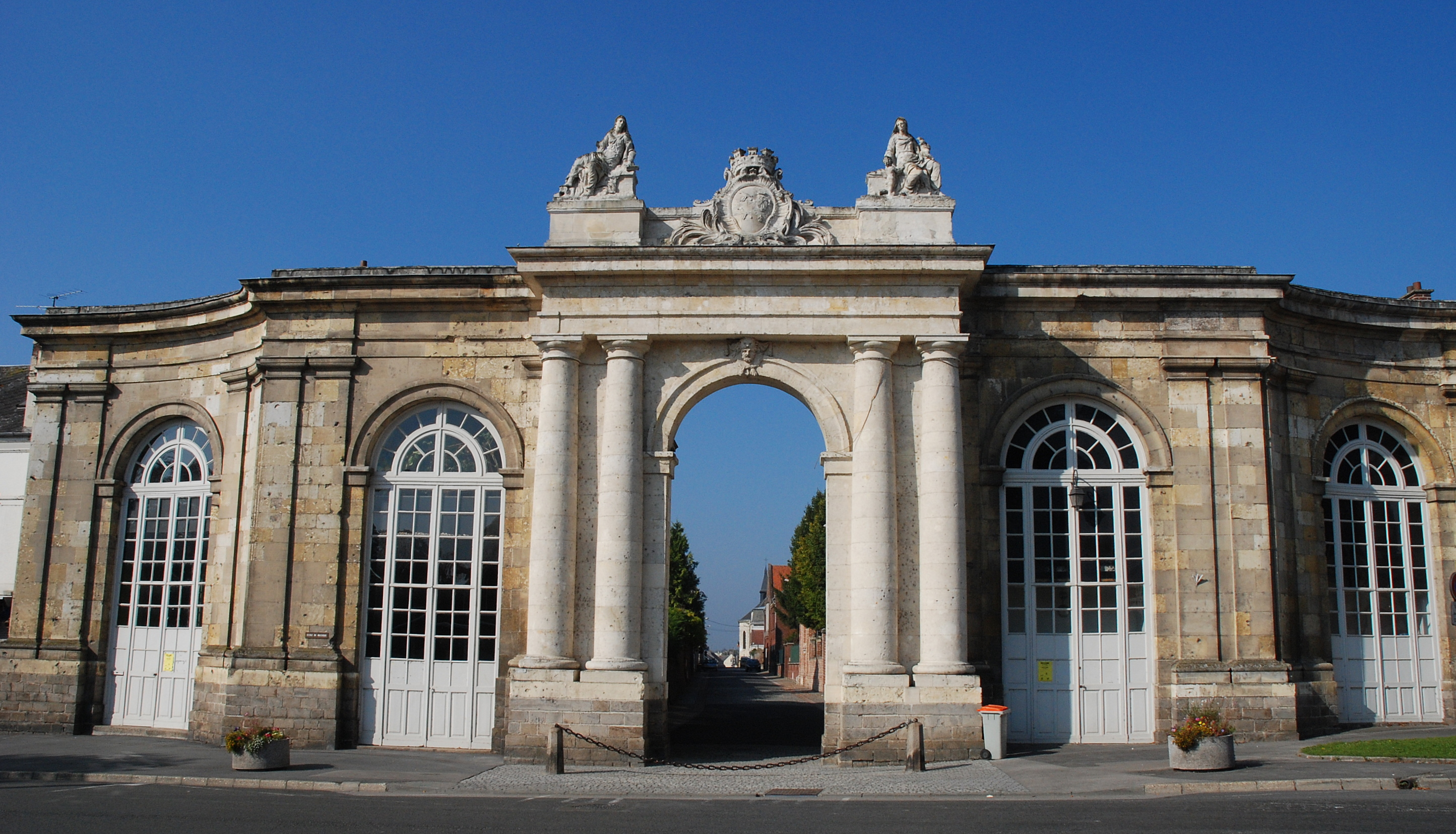
Toegangspoort van de abdij uit 1750

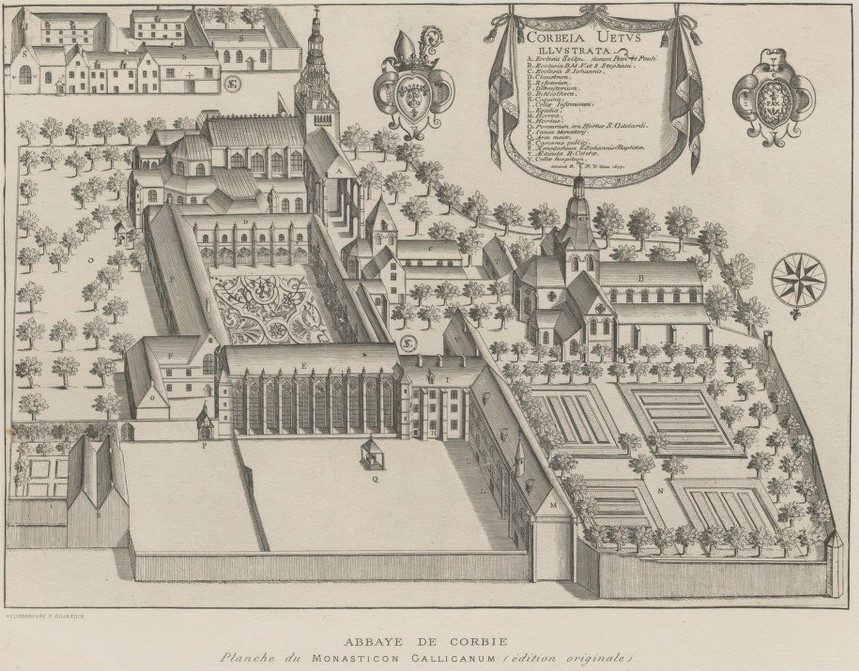
Afbeelding van de abdij uit Monasticon Gallicanum (1677)

De Abdij van Corbie is een voormalig benedictijnenklooster in de Franse plaats Corbie in het dal van de Somme op zo'n 15 kilometer van de stad Amiens. De abdij was toegewijd aan de heilige Petrus. De abdij was, samen met die van Echternach en Lorsch een van de grootste tijdens de Karolingische tijd.
Van de abdij rest vooral de abdijkerk, nu parochiekerk, gedeeltelijk verwoest in de Eerste Wereldoorlog en beschermd als historisch monument sinds 1919. Daarnaast het beschermde portaal van de voormalige kapittelkerk gewijd aan Saint-Etienne, de monumentale toegangspoort naar de abdij, de kloostermuur rond een binnenruimte met bodemresten van de kloostergebouwen. 

## Historiek
Het klooster werd gesticht tussen 659 en 661 onder Merovingische koninklijke bescherming door Bathildis, de weduwe van Clovis II, en haar zoon Chlotharius III. De eerste monniken kwamen van de Abdij van Luxeuil, die in 590 gesticht was door de heilige Columbanus, een Iers missionaris. De regels van het klooster waren gebaseerd op de Regula Benedicti zoals Columbanus ze aangepast had. Buiten de giften om de abdij te ondersteunen werden er nog exempties verleend aan de abten zodat ze boven de lokale bisschoppen gesteld werden. Deze exempties werden in 855 door paus Benedictus III bevestigd en de abt kreeg de rang van graaf. Hij mocht ook munt slaan.
Corbie onderhield voortdurend innige contacten met het Karolingische koningshuis. In 774 werd Desiderius, de laatste koning van de Longobarden verbannen naar Corbie na zijn nederlaag tegen Karel de Grote. Tussen 850 en 854 werd Karel van Aquitanië die later aartsbisschop van Mainz zou worden er een tijdje vastgezet. Sommige leden van het koningshuis werden zelfs abt zoals de heilige Adalardus, een kleinzoon van Karel Martel en een neef van Karel de Grote. Adalardus werd geboren in het Belgische Huise (nu deelgemeente van Kruisem), waar de abdij belangrijke bezittingen had. Goederen in de Belgische provincie Limburg zouden eigendom zijn geweest van Adalardus. Deze lagen o.a. in Widooie, Beringen, Bommershoven, Houthalen, Elen, Kerkom-bij-Sint-Truiden en Haren maar ook in Mol, Bertem en Neerijse. Hij schonk ze omstreeks 825 aan de Abdij van Corbie.
Corbie stichtte zelf ook een aantal abdijen. De belangrijkste, de Abdij van Corvey (in het Karolingische Latijn Corbeia nova) bij Höxter in de huidige Duitse deelstaat Noordrijn-Westfalen werd door Adalardus gesticht in 822. In de negende eeuw was de Abdij van Corbie zelfs groter dan de abdijen van Tours of Parijs.
De abdij had erg te lijden onder de Honderdjarige Oorlog en de oorlogen in de 16e eeuw. Aan het begin van de 17e eeuw sloot de abdij zich aan bij de mauristen en dit bracht een nieuw religieus en intellectueel elan.
De abdij werd gesloten in augustus 1790 en daarna verkocht als nationaal goed en afgebroken.

## Bibliotheek
Corbie had in de loop van de middeleeuwen een grote bibliotheek opgebouwd met vele waardevolle manuscripten. In 1638 werden zowat 400 manuscripten overgebracht naar de bibliotheek van de abdij van Saint-Germain-des-Prés. Tijdens de Franse Revolutie werd de rest van de bibliotheek, nog zo'n 300 manuscripten, overgebracht naar de bibliotheek van Amiens. De manuscripten in Saint-Germain-des-Prés werden openbaar verkocht. Een deel werd verworven door een Russische diplomaat die ze naar Sint-Petersburg zond. Andere Corbie-manuscripten werden opgekocht door de Bibliothèque nationale de France. Men schat dat er nog zo'n 200 manuscripten uit de oorspronkelijke Corbie-bibliotheek bekend zijn.

## Lijst van abten
- 662-675 : Théofroy
- 675-6?? : Rodogaire
- 6??-716 : Erembert
- 716-741 : Sébastien I
- 741-751 : Grimoald
- 751-765 : Léodegaire
- 765-771 : Addo
- 771-780 : Mordramnus
- 780-820 : Adalardus I
- 820-824 : Adalardus II
- 824-836 : Wala
- 836-840 : Heddo
- 840-843 : Isaac
- 843-860 : Paschasius Radbertus
- 860-860 : Odon
- 860-862 : Angelbert
- 862-875 : Trasulphe
- 875-884 : Hildebert
- 884-890 : Gonthaire
- 890-891 : Heilo
- 891-893 : Francon d’Amiens
- 893-914 : Evrard
- 914-929 : Bodon
- 929-937 : Gautier I
- 937-945 : Bérenger
- 945 : Héribald
- 945-986 : Ratold
- 986-1014 : Maingaud
- 1014-1033 : Herbert
- 1033-1048 : Richard
- 1048-1097 : Foulques I
- 1097-1123 : Nicolas Ier
- 1123-1142 : Robert
- 1142-1158 : Nicolas II de Mourioux
- 1158-1172 : Jean I de Bouzencourt
- 1172-1185 : Hugues I de Pérone
- 1185-1187 : Josse
- 1187-1193 : Nicolas III de Rouais
- 1193-1196 : Gérard
- 1196-1198 : Jean II de Brustin
- 1198-1201 : Foulques II de Fouilloy
- 1201-1209 : Gautier II
- 1209-1221 : Jean III de Cornillon
- 1221-1240 : Hugues II
- 1240-1254 : Raoul I
- 1254-1261 : Jean IV de Fontaines
- 1261-1269 : Pierre I de Mouret
- 1269-1287 : Hugues III de Vers
- 1287-1315 : Garnier de Bouraine
- 1315-1324 : Henri I de Villers
- 1324-1351 : Hugues IV de Vers
- 1351-1363 : Jean V d’Arcy
- 1363-1395 : Jean VI de Goye
- 1395-1418 : Raoul II de Roye
- 1418-1439 : Jean VII de Lion
- 1439-1445 : Jean VIII de Bersée
- 1445-1461 : Michel de Dauffiné
- 1461-1475 : Jacques de Ranson
- 1475-1479 : Jean IX Dansquennes
- 1479-1483 : François I de Maillers
- 1483-1485 : Vacance
- 1485-1506 : Pierre II d’Ottreil
- 1506-1522 : Guillaume III de Caurel
- 1522-1550 : Philippe I de La Chambre
- 1550-1556 : Sébastien II de La Chambre
- 1556-1558 : Louis I de Bourbon
- 1558-1580 : Karel I van Bourbon
- 1580-1603 : Louis II de Lorraine
- 1603-1623 : Louis III de Lorraine
- 1623-1643 : Henri II de Lorraine-Guise
- 1643-1645 : Jules Mazarin
- 1645-1647 : Camille Pamphili
- 1647-1661 : Jules Mazarin
- 1661-1669 : sedesvacatio
- 1669-1693 : Philippe II de Savoie-Carignan
- 1693-1713 : Toussaint de Forbin-Janson
- 1713-1742 : Melchior de Polignac
- 1742-1755 : Jean-François Boyer
- 1755-1788 : Paul d'Albert de Luynes
- 1788-1792 : Étienne-Charles de Loménie de Brienne